# 格倫阿倫 (密西西比州)
格倫阿倫（英語：Glen Allan）是位於美國密西西比州華盛頓縣的普查規定居民點。

## 歷史
格倫阿倫的郵局自1883年營運至今。

## 人口
根據2020年美國人口普查的數據，格倫阿倫的面積為12.30平方千米，皆為陸地。當地共有人口298人，而人口密度為每平方千米24.2人。